# Mucor odoratus
Mucor odoratus är en svampart som beskrevs av Treschew 1940. Mucor odoratus ingår i släktet Mucor och familjen Mucoraceae.   Inga underarter finns listade i Catalogue of Life.